# Senyoria de Villars
La senyoria de Villars fou una jurisdicció feudal de França que va formar una de les principals senyories de la regió de Dombes, al Bresse. Va esdevenir especialment important després de la unió per matrimoni amb la senyoria de Thoire, completada el 1235 (Senyoria de Thoire-Villars). L'11 d'agost de 1402 el darrer senyor va vendre el domini al comte de Savoia, restant només la senyoria de Montribloud que en va quedar separat el 1384 i va esdevenir comtat el 1497 amb René de Savoia.

## Llista de senyors de Villars
- Adalbert vers 1100
- Ulric (fill) vers 1130
- Esteve de Villars (fill) vers 1160
- Esteve I (fill) vers 1200
- Agnes (filla) vers 1225
- Esteve I de Thoire vers 1225 (mort 1235)
- Esteve II 1235-1249
- Humbert II 1249-1279 (Humbert I fou Humbert de Thoire 1164-1187)
- Humbert III 1279-1301
- Humbert IV 1301-1336
- Humbert V 1336-?
- Humbert VI ?-vers 1384
- Humbert VII vers 1384-1402[3]
- venut a Savoia 1402